# Bàdminton als Jocs Olímpics d'Estiu del 2000
Als Jocs Olímpics d'Estiu del 2000 celebrats a la ciutat de Sydney (Austràlia) es disputaren cinc proves de bàdminton, dues en categoria masculina i dues en categoria femenina, tant en individual com en dobles, així com una de parelles mixta.
Les proves es disputaren entre el 16 i el 23 de setembre del 2000 al The Dome, instal·lació situada al Parc Olímpic de Sydney. Hi participaren un total de 171 jugadors, entre ells 86 homes i 85 dones, de 28 comitès nacionals diferents.

## Resum de medalles

### Categoria masculina
| Prova              | Or                                    | Argent                                    | Bronze                                   |
| Individual Detalls | Ji Xinpeng                            | Hendrawan                                 | Xia Xuanze                               |
| Dobles Detalls     | IndonèsiaTony Gunawan · Candra Wijaya | Corea del SudLee Dong-soo · Yoo Yong-sung | Corea del SudHa Tae-kwon · Kim Dong-moon |

### Categoria femenina
| Prova              | Or                             | Argent                                 | Bronze                               |
| Individual Detalls | Gong Zhichao                   | Camilla Martin                         | Ye Zhaoying                          |
| Dobles Detalls     | R.P. de la XinaGe Fei · Gu Jun | R.P. de la XinaHuang Nanyan · Yang Wei | R.P. de la XinaGao Ling · Qin Yiyuan |

### Categoria mixta
| Prova          | Or                                  | Argent                                   | Bronze                                |
| Dobles Detalls | R.P. de la XinaZhang Jun · Gao Ling | IndonèsiaTri Kusharyanto · Minarti Timur | Regne UnitSimon Archer · Joanne Goode |

## Medaller
| Posició | País            | Or | Argent | Bronze | Total |
| 1       | R.P. de la Xina | 4  | 1      | 3      | 8     |
| 2       | Indonèsia       | 1  | 2      | 0      | 3     |
| 3       | Corea del Sud   | 0  | 1      | 1      | 2     |
| 4       | Dinamarca       | 0  | 1      | 0      | 1     |
| 5       | Regne Unit      | 0  | 0      | 1      | 1     |